# Oligoneura satoi
Oligoneura satoi är en tvåvingeart som först beskrevs av Ouchi 1942.  Oligoneura satoi ingår i släktet Oligoneura och familjen kulflugor. Inga underarter finns listade i Catalogue of Life.